# Walnut Springs (Texas)
Walnut Springs es una ciudad ubicada en el condado de Bosque en el estado estadounidense de Texas. En el Censo de 2010 tenía una población de 827 habitantes y una densidad poblacional de 238,29 personas por km².

## Geografía
Walnut Springs se encuentra ubicada en las coordenadas 32°3′25″N 97°45′2″O / 32.05694, -97.75056. Según la Oficina del Censo de los Estados Unidos, Walnut Springs tiene una superficie total de 3.47 km², de la cual 3.45 km² corresponden a tierra firme y (0.67%) 0.02 km² es agua.

## Demografía
Según el censo de 2010, había 827 personas residiendo en Walnut Springs. La densidad de población era de 238,29 hab./km². De los 827 habitantes, Walnut Springs estaba compuesto por el 87.42% blancos, el 0.12% eran afroamericanos, el 0.97% eran amerindios, el 0% eran asiáticos, el 0% eran isleños del Pacífico, el 7.98% eran de otras razas y el 3.51% pertenecían a dos o más razas. Del total de la población el 30.83% eran hispanos o latinos de cualquier raza.